# Northwood (Iowa)
Pour les articles homonymes, voir Northwood.
La ville américaine de Northwood est le siège du comté de Worth, dans l’État de l’Iowa. Elle comptait 2 050 habitants lors du recensement de 2000.

## Source
- (en) Cet article est partiellement ou en totalité issu de l’article de Wikipédia en anglais intitulé « Northwood, Iowa » (voir la liste des auteurs).